# Rio Surubi
Der Rio Surubi ist ein etwa 9 km langer rechter Nebenfluss des Rio Chopim im Süden des brasilianischen Bundesstaats Paraná.

## Etymologie
Der Name des Flusses Surubi ist die Guarani-Bezeichnung für eine Welsart. Diese Speisefische werden auch als Pintado (= gefleckt) bezeichnet.  

## Geografie

### Lage
Das Einzugsgebiet des Rio Surubi befindet sich auf dem Terceiro Planalto Paranaense (Dritte oder Guarapuava-Hochebene von Paraná).

### Verlauf
Sein Quellgebiet liegt im Munizip Coronel Vivida auf 540 m Meereshöhe. Es liegt etwa 15 km nordwestlich des Hauptorts im Distrikt Vista Alegre.
Der Fluss verläuft in südwestlicher Richtung. Er mündet auf 468 m Höhe von rechts in den Rio Chopim. Er ist etwa 9 km lang.

### Munizipien im Einzugsgebiet
Der Rio Surubi verläuft vollständig innerhalb des Munizips Coronel Vivida.